# Nemzeti Bajnokság I 1917-18
La Nemzeti Bajnokság I 1917-18 fue la 15.ª edición del Campeonato de Fútbol de Hungría. El campeón fue el MTK Budapest, que conquistó su quinto título de liga. El goleador fue Alfréd Schaffer, del MTK. Se otorgaron dos puntos por victoria, uno por empate y ninguno por derrota.

## Tabla de posiciones
|    | Equipo             | PJ | PG | PE | PP | GF  | GG | DG   | Pts | Notas      |
| -- | ------------------ | -- | -- | -- | -- | --- | -- | ---- | --- | ---------- |
| 1  | MTK                | 22 | 21 | 1  | 0  | 147 | 10 | +137 | 43  | Campeón    |
| 2  | Ferencvárosi TC    | 22 | 14 | 3  | 5  | 42  | 22 | +20  | 31  |            |
| 3  | Törekvés SE        | 22 | 12 | 6  | 4  | 45  | 25 | +20  | 30  |            |
| 4  | Vasas SC           | 22 | 11 | 5  | 6  | 37  | 26 | +11  | 27  |            |
| 5  | Újpesti TE         | 22 | 9  | 6  | 7  | 39  | 41 | -2   | 24  |            |
| 6  | III. Kerületi TVE  | 22 | 9  | 5  | 8  | 25  | 38 | -13  | 23  |            |
| 7  | 33 FC              | 22 | 8  | 3  | 11 | 35  | 35 | 0    | 19  |            |
| 8  | Budapesti AK       | 22 | 5  | 6  | 11 | 24  | 42 | -18  | 16  |            |
| 9  | Budapesti TC       | 22 | 5  | 4  | 13 | 20  | 58 | -38  | 14  |            |
| 10 | MÁV Gépgyár        | 22 | 4  | 5  | 13 | 25  | 77 | -52  | 13  |            |
| 11 | Budapest Honvéd FC | 22 | 2  | 8  | 12 | 26  | 48 | -22  | 12  |            |
| 12 | Magyar AC          | 22 | 3  | 6  | 13 | 26  | 69 | -43  | 12  | Descendido |

PJ = Partidos jugados; PG = Partidos ganados; PE = Partidos empatados; PP = Partidos perdidos; GF = Goles a favor; GC = Goles en contra; DG = Diferencia de gol; Pts = Puntos